# Anchoa mundeoloides
Anchoa mundeoloides е вид лъчеперка от семейство Engraulidae. Видът е незастрашен от изчезване.

## Разпространение
Разпространен е в Мексико.

## Описание
На дължина достигат до 15 cm.